# جونیور بنت
جونیور خم (انگلیسی: Junior Bent؛ زادهٔ ۱ مارس ۱۹۷۰) بازیکن فوتبال اهل بریتانیا است.
از باشگاه‌هایی که در آن بازی کرده‌است می‌توان به باشگاه فوتبال استوک سیتی، باشگاه فوتبال بلکپول، باشگاه فوتبال لانکستر، باشگاه فوتبال کترینگ تاون، باشگاه فوتبال هادرزفیلد تاون، باشگاه فوتبال بریستول سیتی، باشگاه فوتبال برنلی، و باشگاه فوتبال شروزبری تاون اشاره کرد.